# Nadezhda Sergeeva
Nadezhda Sergeeva (née le 13 juin 1987) est une sportive russe pratiquant le bobsleigh.

## Biographie
Avant de se consacrer au bobsleigh, elle pratique l'heptathlon. Elle est 10e lors des championnats du monde juniors 2004, et médaillée de bronze lors des championnats d'Europe des moins de 23 ans en 2009.
Elle participe aux Jeux olympiques d'hiver de 2014 pour la Russie, en équipe avec Nadezhda Paleeva, et elles terminent 16e de la compétition de bobsleigh à deux.
Elle fait ses débuts en coupe du monde en 2011.
En mars 2016 elle est déclarée positive au meldonium lors d'un contrôle antidopage.
Elle remporte la médaille d'argent lors des championnats d'Europe 2017.
En février 2018 lors des Jeux olympiques d'hiver elle est testée positive à la trimetazidine. Ses résultats ont été annulés et elle a été suspendue des compétitions le 28 février 2018.
Elle remporte l'épreuve de bobsleigh lors de la coupe du monde de bobsleigh 2020-2021 en décembre 2020.

## Palmarès

### Coupe du monde
- 2 podiums  : 
  - en bob à 2 : 1 victoire 1 deuxième place.

#### Détails des victoires en Coupe du monde
| Édition   | Bob à 2 | Monobob |
| 2019-2020 | Sigulda |         |